# GNewSense
gNewSense é uma distribuição GNU/Linux baseada no Debian (anteriormente com base no Ubuntu), porém modificada para conter apenas software livre. As diferenças entre ela e o Debian incluem:
- Firmwares fechados removidos dos repositórios oficiais
- Repositórios com softwares não-livres removidos
- Repositório principal (repositório livre padrão do Debian) ativado por padrão
- Utilitários GNU (Emacs, NetHack e outros) inclusos por padrão.